# Южно-Уральское горное акционерное общество
Южно-Уральское горное акционерное общество — акционерное общество в Баймак-Таналыковском районе в XX веке. Существовало c 1912 года по 1919 год. Главное управление заводами и рудниками находилось в деревне Баймако-Таналыково в настоящее время город Баймак.